# Gran Premio degli Stati Uniti d'America-Ovest 1982
Il Gran Premio degli Stati Uniti d'America-Ovest 1982 è stata la terza prova della stagione 1982 del Campionato mondiale di Formula 1. Si è corsa domenica 4 aprile 1982 sul Circuito di Long Beach. La gara è stata vinta dall'austriaco Niki Lauda su McLaren-Ford Cosworth; per il vincitore si trattò del diciottesimo successo nel mondiale, il primo dal suo rientro nelle competizioni. Ha preceduto sul traguardo il finlandese Keke Rosberg su Williams-Ford Cosworth e l'italiano Riccardo Patrese su Brabham-Ford Cosworth.
Gilles Villeneuve, su Ferrari, giunto terzo, venne squalificato per un'irregolarità tecnica della sua monoposto.

## Vigilia

### Sviluppi futuri
Bernie Ecclestone, a capo della FOCA annunciò che nel 1983 non si sarebbe disputato il Gran Premio del Brasile per problemi con gli organizzatori. Il 26 marzo la FISA comunicò alla Federazione Spagnola il suo favore alla celebrazione del Gran Premio di Spagna per il 27 giugno, a patto che la stessa formalizzasse il pagamento di quanto richiesto per l'iscrizione in calendario della gara.
L'Alfa Romeo stava testando il suo nuovo motore turbo con Giorgio Francia presso il Circuito di Misano: la casa milanese prospettava di fare esordire il nuovo propulsore nella successiva gara di Imola.

### Aspetti tecnici
Sulla classifica pendeva ancora il ricorso presentato da Ferrari e Renault in merito alla squalifica delle prime due vetture giunte al traguardo nel precedente Gran Premio del Brasile: la Brabham di Nelson Piquet e la Williams di Keke Rosberg. Il ricorso prendeva di mira lo stratagemma seguito da queste due scuderie per poter far correre le loro vetture, durante la gara, al di sotto del peso minimo consentito. Al termine della gara infatti i team riempivano d'acqua dei serbatoi, ufficialmente utilizzati per raffreddare i freni, per far rientrare le monoposto nel peso minimo. Per protesta la Renault annunciò che per la gara di Long Beach avrebbe fatto correre i propri piloti con vetture "alleggerite", al di sotto del peso minimo, nella speranza che questa situazione di illegittimità venisse presto sanata dalla Federazione. La stessa Ligier annunciò che la nuova monoposto JS19, non ancora presentata, sarebbe pesata solo 560 kg, ovvero 25 meno del limite minimo previsto dal regolamento.
La Scuderia Ferrari decise anch'essa di attuare una modifica tecnica palesemente irregolare, al fine di evidenziare la necessità di una maggiore serietà nell'applicazione del regolamento. Sulla 126 C2 venne quindi montato un alettone posteriore composto da due profili sovrapposti sfalsati, lunghi ciascuno tanto quanto consentito dal regolamento, ovvero 110 cm, ma disposti in maniera tale da raddoppiare la larghezza della superficie alare totale.
La Toleman affidò anche a Teo Fabi la TG181C, mentre la Williams non fece ancora esordire l'annunciata FW08. La Ligier fece esordire la JS17B.
Il tracciato di Long Beach venne modificato rispetto alle edizioni precedenti. Venne riprofilata la prima parte, che collegava il rettilineo di partenza (il via venne riportato alla vecchia sede) con il rettilineo della Shoreline Drive: inoltre questo lungo rettifilo venne modificato con l'introduzione di una chicane. Anche la parte finale del tracciato subì delle alterazioni. La lunghezza della pista divenne così di 3.427 metri, contro i 3.240 precedenti.

### Aspetti sportivi
Una settimana prima della gara Carlos Reutemann, vicecampione del mondo, e pilota della Williams, annunciò la sua decisione di ritirarsi immediatamente dalle competizioni. L'argentino aveva già annunciato una simile decisione al termine della stagione 1981, ma era poi stato convinto a rimanere in Formula 1. In suo luogo la Williams assunse Mario Andretti che, sempre al termine della stagione 1981, aveva abbandonato la F1 per le competizioni americane. Andretti, visti gli impegni con la Formula Indy, non avrebbe comunque disputato l'intera stagione con la Williams. Reutemann chiudeva la sua carriera in F1 con 146 gran premi, 12 vittorie, 6 pole position, 6 giri veloci, 45 podi (all'epoca cifra record tra i piloti) e 310 punti. In gare non valide per il campionato si era imposto in due occasioni. La scuderia britannica aveva delle difficoltà a trovare un pilota che potesse sostituire stabilmente Reutemann: vennero avvicinati alla Williams l'inglese Jonathan Palmer, il canadese della Ferrari Gilles Villeneuve, mentre l'ex campione del mondo di F1, l'australiano Alan Jones aveva declinato l'offerta fattagli.
La Fittipaldi Automotive posticipò ancora l'esordio per Johnny Cecotto, mentre sulla lista ufficiale degli iscritti apparve, alla Tyrrell, in luogo di Slim Borgudd, il pilota spagnolo Emilio de Villota: lo svedese prese in realtà normalmente parte al gran premio.
Il gran premio, definito degli Stati Uniti-Ovest, era formalmente conosciuto anche come Gran Premio di Long Beach. Nella stessa stagione gli USA ospitarono altre due gare valide per il mondiale, il Gran Premio degli USA-Est a Detroit e il Gran Premio del Caesars Palace a Las Vegas.
Nelle prove libere dei venerdì il più rapido fu Keke Rosberg su Williams-Ford Cosworth, in 1'29"29, che precedette Bruno Giacomelli su Alfa Romeo e Jacques Laffite della Ligier. Niki Lauda e Riccardo Patrese furono protagonisti di incidenti, senza però conseguenze fisiche.

## Prequalifiche

### Resoconto
L'unico a non riuscire a prequalificarsi fu Derek Warwick, della Toleman.

## Qualifiche

### Resoconto
Nella prima giornata di prove ufficiali del venerdì Keke Rosberg si confermò il più veloce, fermando il cronometro su 1'28"576, precedendo Niki Lauda di due decimi e Nelson Piquet di tre decimi e mezzo. Furono più positivi del previsto i risultati delle vetture a motore turbo: Alain Prost su Renault era quarto, mentre Gilles Villeneuve della Ferrari chiuse col quinto tempo. Le vetture gommate Michelin risultavano così favorite rispetto ai team riforniti dalla Goodyear: le coperture francesi più dure erano anzi più veloci di quelle da tempo.
Al sabato s'inserì nella lotta per la pole position anche Andrea De Cesaris dell'Alfa Romeo. Il pilota romano duellò a lungo con Lauda (che preferì usare un solo set di gomme e risparmiarne un set di gomme nuove per la gara) e riuscì a strappargli la partenza al palo solo a pochi minuti dal termine delle prove. Per De Cesaris fu l'unica pole position nel mondiale di F1, sessantaduesimo pilota nella storia a raccogliere questo risultato, nonché, all'epoca, con 22 anni, 10 mesi e 4 giorni, anche il più giovane (battendo il record che apparteneva a Jacky Ickx dal Gran Premio di Germania 1968). Fu anche la dodicesima, e ultima, pole conquistata da una vettura Alfa Romeo, quindicesima e ultima per una monoposto spinta da un motore dell'Alfa. Dietro ai due duellanti si inserirono le due Renault e l'altra Alfa di Bruno Giacomelli. Il primo pilota con gomme Goodyear fu Piquet, sesto.

### Risultati
I risultati delle qualifiche furono i seguenti:
| Pos | Nº | Pilota             | Costruttore              | Tempo    | Griglia |
| --- | -- | ------------------ | ------------------------ | -------- | ------- |
| 1   | 22 | Andrea De Cesaris  | Alfa Romeo               | 1'27"316 | 1       |
| 2   | 8  | Niki Lauda         | McLaren-Ford Cosworth    | 1'27"436 | 2       |
| 3   | 16 | René Arnoux        | Renault                  | 1'27"763 | 3       |
| 4   | 15 | Alain Prost        | Renault                  | 1'27"979 | 4       |
| 5   | 23 | Bruno Giacomelli   | Alfa Romeo               | 1'28"087 | 5       |
| 6   | 1  | Nelson Piquet      | Brabham-Ford Cosworth    | 1'28"276 | 6       |
| 7   | 27 | Gilles Villeneuve  | Ferrari                  | 1'28"476 | 7       |
| 8   | 6  | Keke Rosberg       | Williams-Ford Cosworth   | 1'28"576 | 8       |
| 9   | 28 | Didier Pironi      | Ferrari                  | 1'28"680 | 9       |
| 10  | 31 | Jean-Pierre Jarier | Osella-Ford Cosworth     | 1'28"708 | 10      |
| 11  | 7  | John Watson        | McLaren-Ford Cosworth    | 1'28"885 | 11      |
| 12  | 3  | Michele Alboreto   | Tyrrell-Ford Cosworth    | 1'29"027 | 12      |
| 13  | 25 | Eddie Cheever      | Ligier-Matra             | 1'29"336 | 13      |
| 14  | 5  | Mario Andretti     | Williams-Ford Cosworth   | 1'29"468 | 14      |
| 15  | 26 | Jacques Laffite    | Ligier-Matra             | 1'29"587 | 15      |
| 16  | 11 | Elio De Angelis    | Lotus-Ford Cosworth      | 1'29"694 | 16      |
| 17  | 12 | Nigel Mansell      | Lotus-Ford Cosworth      | 1'29"758 | 17      |
| 18  | 2  | Riccardo Patrese   | Brabham-Ford Cosworth    | 1'29"948 | 18      |
| 19  | 14 | Roberto Guerrero   | Ensign-Ford Cosworth     | 1'30"186 | 19      |
| 20  | 29 | Brian Henton       | Arrows-Ford Cosworth     | 1'30"474 | 20      |
| 21  | 17 | Jochen Mass        | March-Ford Cosworth      | 1'30"476 | 21      |
| 22  | 33 | Derek Daly         | Theodore-Ford Cosworth   | 1'30"919 | 22      |
| 23  | 18 | Raul Boesel        | March-Ford Cosworth      | 1'30"977 | 23      |
| 24  | 4  | Slim Borgudd       | Tyrrell-Ford Cosworth    | 1'31"033 | 24      |
| 25  | 9  | Manfred Winkelhock | ATS-Ford Cosworth        | 1'31"593 | 25      |
| 26  | 10 | Eliseo Salazar     | ATS-Ford Cosworth        | 1'31"825 | 26      |
| NQ  | 36 | Teo Fabi           | Toleman-Hart             | 1'31"988 | NQ      |
| NQ  | 32 | Riccardo Paletti   | Osella-Ford Cosworth     | 1'32"146 | NQ      |
| NQ  | 20 | Chico Serra        | Fittipaldi-Ford Cosworth | 1'32"496 | NQ      |
| NQ  | 30 | Mauro Baldi        | Arrows-Ford Cosworth     | 1'33"701 | NQ      |

## Gara

### Resoconto
Sulla griglia di partenza Elio De Angelis si posizionò sul lato sbagliato della pista: manovrò perciò per raggiungere lo stallo giusto; il suo compagno di scuderia, Nigel Mansell, che lo seguiva, fu costretto a inserire la retro per evitare l'impatto; proprio in quel momento venne dato il via, con l'inglese che di fatto partì con la retro inserita. Nella prima parte della griglia Andrea De Cesaris mantenne il comando davanti a René Arnoux che passò subito Niki Lauda. Seguivano Bruno Giacomelli, Gilles Villeneuve, Alain Prost, Didier Pironi, Keke Rosberg e Nelson Piquet.
Lauda seguiva da vicino Arnoux e, a sua volta, subiva la pressione di Giacomelli. Al 6º giro Giacomelli cercò di superare l'austriaco, ma ritardò troppo la frenata e andò a tamponare Arnoux: entrambi furono costretti al ritiro. Al giro nove il rimontante John Watson passò Villeneuve, inserendosi in terza posizione, mentre al 10º giro anche il leader del mondiale, Alain Prost, fu costretto al ritiro per un testacoda.
Cinque giri dopo Andrea De Cesaris, il cui vantaggio su Niki Lauda andava riducendosi, ebbe un'incertezza nel doppiaggio del brasiliano Raul Boesel, ciò consentì a Lauda di prendere la scia al pilota romano e di superarlo sulla Shoreline Drive. La classifica vedeva così primo Lauda, seguito da De Cesaris, Watson, Villeneuve, Rosberg e Piquet.
Villeneuve e Rosberg dettero vita a un lungo duello: il finlandese sfruttava la maneggevolezza della sua Williams per passare il canadese alla prima chicane, mentre il pilota della Ferrari risuperava sul rettilineo. Villeneuve però finì in testacoda, senza però perdere la posizione a favore del sopraggiungente Nelson Piquet.
Al 25º giro Piquet finì a muro e fu costretto al ritiro; la sua Brabham rimase in una posizione pericolosa, tanto da richiedere l'intervento di un carro attrezzi che trainò la monoposto per un tratto di pista, prima di raggiungere una via di fuga con Niki Lauda che rischiò di colpire il mezzo di soccorso. Due giri dopo Rosberg si insediò al secondo posto grazie anche ai problemi con le gomme di Watson. Il nordirlandese dovette cambiare le coperture al giro 27, scivolando fuori dalla zona dei punti. Ora, dietro Lauda, De Cesaris e Rosberg, si trovava Villeneuve, seguito da Alboreto, Cheever e De Angelis.
Al 33º giro Andrea De Cesaris finì contro un muretto a causa della rottura di un tubo dell'olio del motore, l'olio uscì, imbrattò le gomme posteriori e fece scivolare la macchina, Niki Lauda si trovò al comando con un minuto di vantaggio su Keke Rosberg. In rimonta era Riccardo Patrese che aveva preso la sesta posizione a Elio De Angelis al trentottesimo passaggio e poi passò Cheever, costretto ad un cambio gomme. Al giro 59 Patrese passò anche Alboreto.
Niki Lauda vinse per la prima volta dal suo ritorno alle corse (non succedeva dal Gran Premio d'Italia 1978). Seguirono Keke Rosberg e Gilles Villeneuve; successivamente, il pilota canadese, venne squalificato per l'alettone irregolare della sua vettura e così salì sul podio Riccardo Patrese. Vennero così classificate solo vetture motorizzate Ford Cosworth.

### Risultati
I risultati del gran premio furono i seguenti:
| Pos | No | Pilota             | Team                     | Giri | Tempo/Ritiro                 | Pos.Griglia | Punti |
| --- | -- | ------------------ | ------------------------ | ---- | ---------------------------- | ----------- | ----- |
| 1   | 8  | Niki Lauda         | McLaren-Ford Cosworth    | 75   | 1h58'25"318                  | 2           | 9     |
| 2   | 6  | Keke Rosberg       | Williams-Ford Cosworth   | 75   | + 14"660                     | 8           | 6     |
| 3   | 2  | Riccardo Patrese   | Brabham-Ford Cosworth    | 75   | + 1'19"143                   | 18          | 4     |
| 4   | 3  | Michele Alboreto   | Tyrrell-Ford Cosworth    | 75   | + 1'20"947                   | 12          | 3     |
| 5   | 11 | Elio De Angelis    | Lotus-Ford Cosworth      | 74   | + 1 giro                     | 16          | 2     |
| 6   | 7  | John Watson        | McLaren-Ford Cosworth    | 74   | + 1 giro                     | 11          | 1     |
| 7   | 12 | Nigel Mansell      | Lotus-Ford Cosworth      | 73   | + 2 giri                     | 17          |       |
| 8   | 17 | Jochen Mass        | March-Ford Cosworth      | 73   | + 2 giri                     | 21          |       |
| 9   | 18 | Raul Boesel        | March-Ford Cosworth      | 70   | + 5 giri                     | 23          |       |
| 10  | 4  | Slim Borgudd       | Tyrrell-Ford Cosworth    | 68   | + 7 giri                     | 24          |       |
| SQ  | 27 | Gilles Villeneuve  | Ferrari                  | 75   | Ala posteriore irregolare    | 7           |       |
| Rit | 25 | Eddie Cheever      | Ligier-Matra             | 59   | Cambio                       | 13          |       |
| Rit | 22 | Andrea De Cesaris  | Alfa Romeo               | 33   | Rottura condotto olio motore | 1           |       |
| Rit | 29 | Brian Henton       | Arrows-Ford Cosworth     | 32   | Testacoda                    | 20          |       |
| Rit | 14 | Roberto Guerrero   | Ensign-Ford Cosworth     | 27   | Testacoda                    | 19          |       |
| Rit | 26 | Jacques Laffite    | Ligier-Matra             | 26   | Testacoda                    | 15          |       |
| Rit | 31 | Jean-Pierre Jarier | Osella-Ford Cosworth     | 26   | Trasmissione                 | 10          |       |
| Rit | 1  | Nelson Piquet      | Brabham-Ford Cosworth    | 25   | Incidente                    | 6           |       |
| Rit | 33 | Derek Daly         | Theodore-Ford Cosworth   | 23   | Testacoda                    | 22          |       |
| Rit | 5  | Mario Andretti     | Williams-Ford Cosworth   | 19   | Incidente                    | 14          |       |
| Rit | 15 | Alain Prost        | Renault                  | 10   | Testacoda                    | 4           |       |
| Rit | 28 | Didier Pironi      | Ferrari                  | 6    | Testacoda                    | 9           |       |
| Rit | 16 | René Arnoux        | Renault                  | 5    | Collisione con B.Giacomelli  | 3           |       |
| Rit | 23 | Bruno Giacomelli   | Alfa Romeo               | 5    | Collisione con R.Arnoux      | 5           |       |
| Rit | 10 | Eliseo Salazar     | ATS-Ford Cosworth        | 3    | Incidente                    | 26          |       |
| Rit | 9  | Manfred Winkelhock | ATS-Ford Cosworth        | 1    | Incidente                    | 25          |       |
| NQ  | 36 | Teo Fabi           | Toleman-Hart             |      |                              | 0           |       |
| NQ  | 32 | Riccardo Paletti   | Osella-Ford Cosworth     |      |                              | 0           |       |
| NQ  | 20 | Chico Serra        | Fittipaldi-Ford Cosworth |      |                              | 0           |       |
| NQ  | 30 | Mauro Baldi        | Arrows-Ford Cosworth     |      |                              | 0           |       |
| NPQ | 35 | Derek Warwick      | Toleman-Hart             |      |                              | 0           |       |

## Classifiche

### Piloti
| Pos. | Pilota             | Punti |
| ---- | ------------------ | ----- |
| 1    | Alain Prost        | 18    |
| 2    | Niki Lauda         | 12    |
| 3    | Keke Rosberg       | 8     |
| 4    | John Watson        | 8     |
| 5    | Carlos Reutemann   | 6     |
| 6    | Michele Alboreto   | 6     |
| 7    | René Arnoux        | 4     |
| =    | Nigel Mansell      | 4     |
| =    | Riccardo Patrese   | 4     |
| 10   | Manfred Winkelhock | 2     |
| =    | Elio De Angelis    | 2     |
| 12   | Didier Pironi      | 1     |

### Costruttori
| Pos. | Team                   | Punti |
| ---- | ---------------------- | ----- |
| 1    | Renault                | 22    |
| 2    | McLaren-Ford Cosworth  | 20    |
| 3    | Williams-Ford Cosworth | 14    |
| 4    | Lotus-Ford Cosworth    | 6     |
| 5    | Tyrrell-Ford Cosworth  | 6     |
| 6    | Brabham-Ford Cosworth  | 4     |
| 7    | ATS-Ford Cosworth      | 2     |
| 8    | Ferrari                | 1     |

## Decisioni della giuria
I commissari sportivi squalificarono Gilles Villeneuve, giunto terzo. Venne giudicato non regolamentare il doppio alettone posteriore montato sulla sua Ferrari, sulla base di un reclamo inviato da Ken Tyrrell. L'alettone presentato dalla Ferrari era composto da due ali sfasate, la cui lunghezza totale superava il limite, previsto dal regolamento di 110 centimetri.
I commissari respinsero invece il reclamo, inviato dalla Ferrari, contro le prime due vetture giunte a traguardo, la McLaren e la Williams, che verteva sul peso minimo delle monoposto, e lo stratagemma utilizzato da queste scuderie per risultare regolari al termine del gran premio, ovvero il rabbocco con acqua di serbatoi appositi.